# Trichocladus
Genre
Trichocladus est un genre de la famille des Hamamelidaceae.

## Description
Ce genre est constitué d'arbustes ou de petits arbres. Les caractéristiques distinctives du genre Trichocladus sont les suivantes :
- Les branches et les feuilles sont souvent recouvertes de poils stellaires denses et veloutés.
- Les feuilles sont simples, alternes ou opposées, et plus pâles en dessous, avec des stipules discrètes.
- Les fleurs sont portées par des têtes denses et sphériques, avec des pièces florales par 4 ou 5. Les sépales sont soudés, formant un tube. Les pétales sont longs et étroits. Les fleurs de Trichocladus se ressemblent beaucoup[1]

## Espèces
On compte comme espèces,:
- Trichocladus crinitus (Thunb.) Pers.
- Trichocladus ellipticus Eckl. & Zeyh.
- Trichocladus goetzei Engl.
- Trichocladus grandiflorus Oliv.

## Distribution
Cette espèce est présente en Afrique du Sud, and Zimbabwe.

## Ertymologie
Trichocladus est dérivé du grec et signifie "poilu-branché" (τριχός trichos, "poil" ; κλάδος klados, "branche").

## Liste des espèces
Selon GBIF (9 août 2024) :
- Trichocladus crinitus (Thunb.) Pers.
- Trichocladus ellipticus Eckl. & Zeyh.
- Trichocladus goetzei Engl.
- Trichocladus grandiflorus Oliv.

## Systématique
Le nom correct complet (avec auteur) de ce taxon est Trichocladus Pers..
Trichocladus a pour synonyme :
- Dahlia Thunb.